# Albert Knebel von Treuenschwert
Albert svobodný pán Knebel von Treuenschwert (23. května 1817 Osijek – 25. listopadu 1890 Vídeň) byl rakousko-uherský generál. V c. k. armádě sloužil jako absolvent vojenské akademie od roku 1842, vynikl v bojích v revolučních letech 1848–1849 v Itálii a Uhrách. Jako brigádní velitel v hodnosti generálmajora se vyznamenal za prusko-rakouské války vlastní iniciativou v bitvě u Trutnova (1866). Za zásluhy obdržel prestižní Řád Marie Terezie a byl povýšen na barona (1866). Později byl řadu let velitelem v Krakově, svou kariéru završil v hodnosti polního zbrojmistra jako prezident Nejvyššího vojenského soudního dvora (1882–1890).

## Životopis

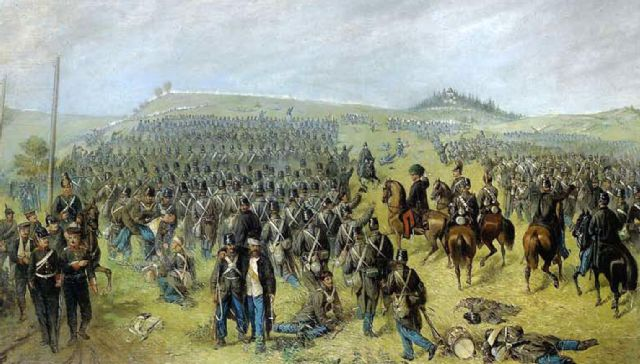
Bitva u Trutnova (1866)

Byl synem c. k. podplukovníka Ferdinanda Knebela povýšeného v roce 1841 do šlechtického stavu. Albert pocházel z početné rodiny, měl sedm sourozenců, z nichž ale čtyři zemřeli v dětství. Studoval na Tereziánské vojenské akademii ve Vídeňském Novém Městě a do armády vstoupil v roce 1842 jako poručík u 51. pěšího pluku. V roce 1846 byl povýšen na nadporučíka, později se vyznamenal v Itálii během revolučního roku 1848. Několikrát byl pochvalně zmíněn v hlášeních maršála Radeckého a postupoval v hodnostech (kapitán 1848, major 1850). Po roce 1850 sloužil jako pobočník u velitele 8. armádního sboru v Bologni a v této funkci byl v roce 1856 povýšen na podplukovníka. Během války se Sardinií byl jako pobočník přidělen lombardskému místokráli arcivévodovi Maxmiliánovi. Po válce byl jmenován sekčním šéfem u zemského velitelství pro Moravu a Slezsko se sídlem v Brně a téhož roku byl povýšen na plukovníka (1859).
V Brně sloužil do roku 1866 a aktivně se zapojil do prusko-rakouské války. K datu 11. června 1866 byl povýšen do hodnosti generálmajora a převzal velení brigády (Brigade Knebel) v rámci 10. armádního sboru. Vyznamenal se v bitvě u Trutnova, kde svým útokem významně přispěl k rakouskému vítězství. Za účast ve válce byl dekorován rytířským křížem Řádu Marie Terezie a v roce 1867 byl povýšen na barona. Po válce působil jako šéf štábu u vrchního armádního velení.  Od roku 1869 zastával funkci velitele 12. divize a v rámci zemského velitelství pro Halič byl zároveň velitelem v Krakově. V roce 1871 byl povýšen na polního podmaršála a velitelem v Krakově zůstal do roku 1878. V letech 1878–1881 byl prezidentem Vojenského odvolacího soudu a nakonec v letech 1881–1890 zastával funkci prezidenta Nejvyššího vojenského soudního dvora (Oberster Militär-Gerichtshof). V roce 1883 obdržel titulární hodnost polního zbrojmistra a k datu 1. dubna 1890 byl penzionován. Zemřel krátce poté ve Vídni. 
Jeho manželkou byla od roku 1851 Henriette de Courcy (†1906), dcera britského podplukovníka Geralda de Courcy (1776–1848). Z jejich manželství se narodila jediná dcera Zuzana Albertina (*1859), provdaná za Ferdinanda Poche.

## Tituly a ocenění
Spolu s otcem užíval od roku 1841 prostý šlechtický stav s predikátem von Treuenschwert. Za účast v bojích během revoluce 1848–1849 obdržel Řád železné koruny III. třídy s válečnou dekorací a Vojenský záslužný kříž, byl také dekorován papežským Řádem sv. Řehoře Velikého a toskánským Řádem sv. Josefa. S udělením Řádu železné koruny byl spojen šlechtický titul rytíře (1851). Jako nositel Řádu Marie Terezie měl nárok na povýšení do panského stavu a titul barona získal v roce 1867. Ve funkci prezidenta Vojenského odvolacího soudu obdržel titul c. k. tajného rady s nárokem na oslovení Excelence (1879). Od roku 1876 byl čestným majitelem pěšího pluku č. 76. V roce 1881 obdržel Řád železné koruny I. třídy.
Pro jeho pluk č. 76 byl složen pochod 76er Regimentsmarsch, autorem byl vojenský kapelník, český rodák a absolvent Pražské konzervatoře Anton Rosenkranz. Tato skladba je dodnes na repertoáru hudebních souborů rakouské armády při slavnostních příležitostech.
Jeho jméno připomíná Pomník Knebelovy brigády v Dohalicích zbudovaný na paměť válečných událostí v roce 1866.